# Heroes (album, David Bowie)
Heroes je dvanácté studiové album britského hudebníka Davida Bowieho z roku 1977. Jeho nahrávání probíhalo v Hansa Tonstudio v Berlíně a jde o druhou část jeho „berlínské trilogie“. Album produkoval Bowie s Tony Viscontim a původně vyšlo u vydavatelství RCA Records.

## Seznam skladeb
| Pořadí         | Název                     | Autor                     | Délka |
| -------------- | ------------------------- | ------------------------- | ----- |
| 1.             | Beauty and the Beast      | David Bowie               | 3:32  |
| 2.             | Joe the Lion              | Bowie                     | 3:05  |
| 3.             | Heroes                    | Bowie, Brian Eno          | 6:07  |
| 4.             | Sons of the Silent Age    | Bowie                     | 3:15  |
| 5.             | Blackout                  | Bowie                     | 3:50  |
| 6.             | V-2 Schneider             | Bowie                     | 3:10  |
| 7.             | Sense of Doubt            | Bowie                     | 3:57  |
| 8.             | Moss Garden               | Bowie, Eno                | 5:03  |
| 9.             | Neuköln                   | Bowie, Eno                | 4:34  |
| 10.            | The Secret Life of Arabia | Bowie, Eno, Carlos Alomar | 3:46  |
| Celková délka: | Celková délka:            | Celková délka:            | 40:36 |

## Obsazení
- David Bowie – zpěv, klávesy, kytara, saxofon, koto, doprovodný zpěv
- Carlos Alomar – kytara
- Dennis Davis – bicí, perkuse
- George Murray – baskytara
- Brian Eno – syntezátory, klávesy
- Robert Fripp – kytara
- Tony Visconti – doprovodný zpěv
- Antonia Maass – doprovodný zpěv